# ルイ・ド・ロレーヌ (1692-1743)
ルイ・ド・ロレーヌ（Louis de Lorraine, prince de Lambesc, 1692年2月13日 - 1743年9月9日）は、ブルボン朝時代フランスの大貴族家門ギーズ家の一員。ブリオンヌ伯及びランベスク公であり、後者の称号を使用した。

## 生涯
ブリオンヌ伯アンリと妻マリー・マドレーヌ・デピネーの間の長男。スペイン継承戦争中の1709年、マルプラケの戦いに叔父のシャルルとともに参加し、敵将オイゲン・フォン・ザヴォイエンに捕らえられたが、すぐに解放された。1712年アンジュー州知事に着任、1719年陸軍の旅団長となる。デュラ公爵ジャック・アンリ・ド・デュルフォール元帥の孫娘ジャンヌ・アンリエット・ド・デュルフォールと結婚、間に6子をもうけた。
- ジャンヌ・ルイーズ（1711年 - 1772年） - 「ランベスク姫（Mademoiselle de Lambesc）」
- アンリエット・ジュリエンヌ・ガブリエル（1722年[1] - 1761年）-  1739年第3代カダヴァル公爵ジャイメ・アルヴァレシュ・ペレイラ・デ・メロと結婚
- ルイーズ（1724年 - 1747年） - 1745年トゥルン・ウント・タクシス侯アレクサンダー・フェルディナントと結婚
- ルイ・シャルル（1725年 - 1761年）
- フランソワ＝カミーユ（フランス語版）（1726年 - 1788年） - ジュミエージュ修道院長、サン・ヴィクトル・ド・マルセイユ修道院長
- アンリエット・アガート・ルイーズ（1731年 - 1756年）

## 引用・脚注
1. ↑  Unknown (1744) (French). L'Etat de la France. Paris. p. 498 2020年7月4日閲覧。